# Egnatía Odós
La Egnatía Odós (en griego Εγνατία Οδός) es una autopista griega que sigue en parte el trazado de la antigua Vía Egnatia.
En 1994, comenzó la construcción de la moderna Egnatía Odós en Grecia, también conocida como Carretera Nacional 2. La nueva autopista, con una longitud total de 670 km, comienza en la frontera greco-turca en el río Evros, y tras 76 túneles de 99 km de longitud combinada y 1650 puentes, termina en el puerto occidental griego de Igoumenitsa, el cual está conectado con los puertos de Brindisi, Bari, Ancona y Venecia (Italia) por ferrys. Tiene sofisticadas medidas electrónicas de vigilancia, controles SCADA para la iluminación y ventilación de los túneles y avanzadas medidas de absorción de colisión de vehículos.
También en los años 1990, al mismo tiempo que se ejecutaban las obras de construcción de la nueva autopista, y después de negociaciones entre la parte griega y la parte de la Europa comunitaria, se decidió crear una empresa para la gestión de los proyectos y obras de esta autopista de acuerdo con la normativa que ya se había probado en otros países europeos. En febrero de 1997 la empresa EGNATIA ODOS S.A., del griego ΕΓΝΑΤΙΑ ΟΔΟΣ Α.Ε., asumió la responsabilidad de los proyectos y obras de la autopista, y desde entonces es la encargada de gestionar los proyectos, las obras, el mantenimiento y el funcionamiento de las instalaciones de Egnatía Odós.
Desde Evros hasta Tesalónica, la nueva autopista corre paralela a la antigua Vía Egnatia, a veces incluso coincide con ella. Esta parte está en gran parte finalizada (excepto el puente del Nestos). La otra parte de la autopista, desde Tesalónica hasta Ioánina está en gran parte inacabada. Esta es la parte más estimulante, y quizás la más grande construcción nunca asumida por la moderna Grecia, al haber sido diseñada para atravesar las montañosas regiones de Macedonia y Epiro. A mitad de 2005, el decisivo segmento Polymylos-Kastania fue entregada. Este segmento va literalmente por la depresión del Monte Vermio y tiene numerosos túneles y altos puentes, conectando Tesalónica con Kozani. Similares obras en la cordillera del Monte Pindo (desde Grevená hasta Ioánina) están retrasadas debida a asuntos medioambientales acerca de la destrucción del hábitat del oso pardo en vía de extinción.

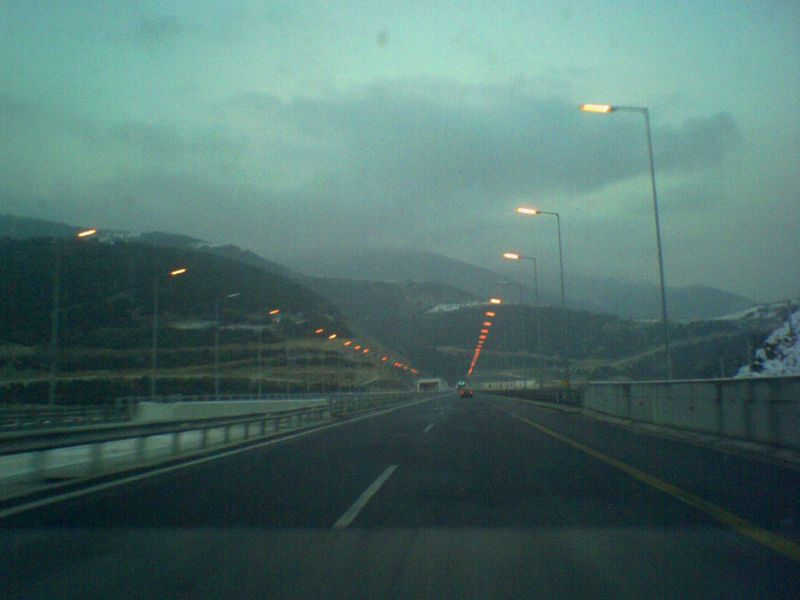
Los túneles de la moderna Vía Egnatia que conectan Macedonia Central y Occidental.

Además de la autovía principal, tres autovías auxiliares perpendiculares están en construcción para conectar por autovía las ciudades importantes, puertos y aeropuertos de Macedonia.
El coste del proyecto entero está estimado en unos 5,9 billones de euros hasta que sea acabada en 2009 y probablemente es la más ambiciosa y más cara obra pública jamás emprendida en la moderna Grecia. Su denominación internacional es E-90.